# 쫄병 수첩 2
"쫄병 수첩 2"(Soldier Note 2)는 한국에서 제작된 하주택 감독의 1990년 드라마, 코미디 영화이다. 전호진 등이 주연으로 출연하였고 김완배 등이 제작에 참여하였다.

## 출연

### 주연
- 전호진 ... 홍주공 역
- 이상운 ... 박말수 역
- 이혜진 ... 시라 역

### 조연
- 조형기
- 하상훈
- 유병환
- 김흥석
- 오성우
- 최성
- 신찬일
- 나갑성
- 문철재
- 김진선
- 이상아
- 김경란
- 최은영
- 이형균
- 김정택
- 황진
- 임현정
- 문경화

## 기타
- 원작자: 김인성
- 제작부장: 송재문
- 촬영부: 김진철
- 촬영부: 이동욱
- 촬영부: 이용길
- 촬영부: 정덕진
- 조명: 이승구
- 조명부: 김인규
- 조명부: 임재국
- 조명부: 이전우
- 조명부: 황명식
- 스틸: 권순미
- 스틸: 양형석
- 조감독: 고진아
- 스크립터: 최구용
- 스크립터: 김천광
- 녹음: 김병수
- 미술: 김일우
- 소품: 김호숙
- 소품: 박채신
- 현상: 세방현상소
- 효과: 양대호